# 諸觀
諸觀（1431年—？），字民瞻，浙江紹興府餘姚縣人，明朝政治人物。進士出身。

## 生平
成化元年（1465年）舉乙酉科浙江鄉試第四十一名。成化二年（1466年）聯捷丙戌科會試第一百三十九名，殿試登進士第二甲第五十五名。

## 家族
曾祖諸閏卿。祖父諸仲德。父亲諸孟武。